# لسلی آزبورن
لسلی آزبورن (انگلیسی: Leslie Osborne؛ زادهٔ ۱۹۰۵ - درگذشت ۱۹۹۰) موسیقی‌دان و آهنگساز اهل بریتانیا بود.
از فیلم‌ها یا مجموعه‌های تلویزیونی که وی در آن‌ها نقش داشته‌است، می‌توان به ایست‌اندرز اشاره نمود.